# Violette de Cry
Viola cryana · Pensée de Cry
Espèce
Classification phylogénétique
Statut de conservation UICN

 EX  : Éteint
La Violette de Cry ou Pensée de Cry (Viola cryana) est une espèce de plantes à fleur du genre Viola endémique du département de l'Yonne, en France, localisée aux coteaux calcaires de la commune de Cry, à l'est du département. Cette espèce est considérée comme éteinte depuis 1930.

## Taxonomie
Cette population est découverte dans les années 1860 par le botaniste auxerrois Charles Royer sur les falaises calcaires du Lary blanc, un lieu-dit de la commune de Cry. D'un point de vue systématique, il considère ces spécimens comme des écomorphoses glabres de la Pensée de Rouen, c'est-à-dire des particularités morphologiques dues à l'environnement et non génétiques. Il partage cette station avec les botanistes locaux intéressés dont le pharmacien et botaniste également auxerrois Eugène Ravin et le Dr Gillot de Lézinnes. En 1866, Ravin décrit cette population dans son ouvrage sur la Flore de l'Yonne comme une espèce particulière sous le nom « Violette de Cry » sans lui attribuer de nom scientifique ni remercier son découvreur. En 1878, le Dr Gillot lui donne son nom scientifique Viola cryana ainsi qu'une diagnose latine respectant ainsi les usages de cette époque. Il fustige néanmoins le manque de professionnalisme de Ravin et reçoit le soutien d'autres botanistes.
Par la suite, Georges Rouy et Julien Foucaud considèrent dans leur Flore de France de 1896 que cette population est une forme de Viola hispida alors que Paul Fournier lui attribut le statut de sous-espèce en 1928, cette logique se poursuivant lorsqu'il synonymise Viola hispida avec Viola gracilis en 1936. À l'inverse Gaston Bonnier considère cette population comme une espèce à part entière en conservant l'appellation Viola cryana dans sa Grande Flore, tout comme François Bugnon dans sa Nouvelle Flore de Bourgogne de 1995 et Flora Gallica en 2014.

### Synonymie
Viola cryana a pour synonymes :
- Viola gracilis subsp. cryana P.Fourn. in Quatre Fl. France: 451 (1936)
- Viola hispida subsp. cryana (Royer ex Gillot) P.Fourn. in Fl. Compl. Plaine Franç.: 56 (1928)
- Viola kitaibeliana f. cryana (Royer ex Gillot) Rouy & Foucaud in Fl. France 3: 52 (1896)
- Viola tricolor proles cryana (Royer ex Gillot) Rouy & Foucaud in Fl. France 3: 52 (1896)

### Noms vernaculaires
En français, Viola cryana a pour noms vernaculaires normalisés « Violette de Cry,,,, » et « Pensée de Cry,, ».
En allemand, l'espèce porte le nom « Tonnerre-Veilchen » (Violette-Tonnerre), les falaises de Cry étant situées au sud-est de la ville de Tonnerre.

## Description
En 1866, Eugène Ravin décrit la Violette de Cry ainsi :

« Souche d'apparence bisannuelle, tige de 4 à 5 cm, anguleuse, rameuse, violacée. Feuilles ovales, obtuses, très glabres, vert foncé dessus, vert plus pâle dessous, charnues et comme vernies, violacées sur les nervures; stipules profondément découpées en 3 à 9 lobes, le terminal plus grand, foliacé, entier, les latéraux linéaires et d'autant plus petits qu'ils s'éloignent du lobe médian; fleurs grandes d'un beau violet; pétales supérieurs oblongs obtus, les latéraux oblongs plus courts, munis au-dessus de l'onglet de poils violets et de stries d'un violet foncé, l'inférieure triangulaire, peu ou point émarginé à onglet blanc, marqué d'une tache jaune à la base; éperon violet dépassant les sépales de la longueur des sépales mêmes; sépales lancéolés aigus trois à quatre fois aussi longs que larges; pédoncules dépassant longuement les feuilles. »

Morphologiquement très proche de la Pensée de Rouen, Viola hispida, elle s'en différencie par l'absence totale de poils.

## Écologie et répartition
La violette de Cry est une plante pérenne hémicryptophyte qui pousse sur les coteaux calcaires, surtout sur les éboulis mobiles, exposés au sud et bien ensoleillés en association avec le Tabouret à feuilles rondes ; un biotope qu'elle partage avec la Pensée de Rouen. Elle y fleurit en fin de printemps entre mai et juin.
La station du lieu-dit Larris sur la commune de Cry, dans l'Yonne, en France, est la seule connue pour cette espèce.

## Disparition
Cette espèce est considérée comme éteinte, depuis 1930, sa dernière mention datant de 1927. Plusieurs facteurs seraient responsables de son extinction : récoltes de botanistes collectionneurs, fermeture du milieu et extension d'une carrière voisine. La Violette de Cry a également disparu des collections des jardins botaniques à cause d'hybridations avec d'autres Pensées. Selon Flora Gallica, il s'agirait d'une des rares espèce de Phanérogame de la flore de France complètement perdue. Théoriquement, ses graines pourraient encore être en dormance dans la banque du sol.
Viola cryana apparaît régulièrement dans les inventaires des plantes endémiques d'Europe comme un témoin de la perte de biodiversité en France,.
La Pensée de Rouen est une espèce très proche qui est rare mais toujours présente sur les falaises crayeuses des vallées de la Seine et de l'Andelle.

### Viola cryana
- (en) Catalogue of Life : Viola cryana Gillot (consulté le 24 novembre 2022)
- (fr + en) EOL : Viola cryana Gillot (consulté le 24 novembre 2022)
- (fr + en) GBIF : Viola cryana Gillot (consulté le 24 novembre 2022)
- (fr) INPN : Viola cryana Gillot, 1878 (TAXREF)  (consulté le 24 novembre 2022)
- (en) OEPP : Viola cryana   Gillot   (consulté le 24 novembre 2022)
- (en) Taxonomicon : Viola cryana Gillot (consulté le 24 novembre 2022)
- (fr) Tela Botanica (France métro) : Viola cryana Royer ex Gillot 1878 (consulté le 24 novembre 2022)
- (en) UICN : espèce Viola cryana Gillot (consulté le 24 novembre 2022)

### Viola hispida
- (en) POWO :  Viola hispida Lam.   (consulté le 24 novembre 2022)

### Autres liens
- (fr) Viola cryana sur le site du Conservatoire botanique national du Bassin parisien.